# قلعه حاجی عباسی
قلعه حاجی عباسی مربوط به دوره قاجار است و در شهرستان عشق‌آباد، روستای غنی آباد واقع شده و این اثر در تاریخ ۱۲ دی ۱۳۸۶ با شمارهٔ ثبت ۲۰۴۶۴ به‌عنوان یکی از آثار ملی ایران به ثبت رسیده است.